# COSAFA U-17-Meisterschaft
Die COSAFA-U-17-Meisterschaft (englisch COSAFA Under-17 Championship) ist ein Jugend-Fußballturnier der U-17-Männer, das vom Fußballverband des südlichen Afrikas, COSAFA, seit 1994 organisiert wird.

## Bisherige Gewinner
Angabe in Klammern steht für die Anzahl der Turniersiege.
- 1994 in  Südafrika:  Südafrika (1)
- 2001 in  Malawi:  Malawi (1)
- 2002 in  Südafrika:  Südafrika (2)
- 2007 in  Namibia:  Simbabwe (1)
- 2009 in  Eswatini: nicht ausgetragen
- 2016 in  Mauritius:  Namibia (1)
- 2017 in  Mauritius:  Sambia (2)
- 2018 in  Mauritius:  Angola (1)
- 2019 in  Malawi:  Sambia (3)
- 2020 in  Lesotho:   Südafrika (3)
- 2021 in  Südafrika:  Angola (2)
- 2022 in  Malawi:  Sambia (4)
- 2024 in  Südafrika:  Sambia (5)